# Ercole Bentivoglio (letterato)
Ercole Bentivoglio (Mantova, 1507 – Venezia, 6 novembre 1573) è stato un letterato italiano.

## Biografia
Fu il decimo e ultimo figlio di Annibale Bentivoglio e di Lucrezia, la figlia naturale di Ercole I d'Este, e nacque a Mantova nel 1507 a seguito della cacciata dei Bentivoglio da Bologna nel novembre 1506 dopo l'interdetto lanciato sulla città da Giulio II. Il 18 agosto 1507 la madre scriveva da Mantova al fratello cardinale Ippolito d'Este a Ferrara per chiedergli ospitalità per sé e la numerosa famiglia, e nella città estense i Bentivoglio vennero infatti accolti.
Tornarono a Bologna nel 1511, nel breve periodo nel quale essi riacquistarono la signoria, ritornando a Ferrara già l'anno seguente, dopo la definitiva perdita del controllo della città in conseguenza della sconfitta francese a Ravenna. Presso la corte dello zio Alfonso Ercole si dedicò allo studio della musica e della letteratura latina e volgare, favorito dai non pochi umanisti che la frequentavano, tra i quali primeggiava allora Ludovico Ariosto.  Nel 1529 dovette partecipare, senza alcun interesse, alla campagna militare promossa da Carlo V contro la Repubblica fiorentina, alla quale anche gli estensi si sentirono obbligati a prestare truppe in appoggio degli imperiali.
Tornato a Ferrara nel 1530, fece pubblicare a Venezia il Sogno amoroso, poemetto in ottave, opera scolastica di natura cortigiana, dedicato a Pietro Antonio Acciaiuoli, cancelliere del duca Alfonso. In questo tempo Bentivoglio cominciò a lavorare intorno a delle Satire, dalle quali si attendeva i migliori riconoscimenti, mentre altre composizioni senza pretese furono i sonetti dedicati alla celebre cortigiana Tullia d'Aragona, che fu ospite per alcuni anni della corte estense subito dopo la morte del duca Alfonso, al quale era succeduto il figlio Ercole.
Nel 1539 sposò Sigismonda Sugana, l'anno dopo morì il padre Annibale e nel 1543 moriva anche la piccola figlia Giulia. I suoi interessi letterari si rafforzavano grazie ai viaggi compiuti a Venezia - dove nel 1550 sarà accolto nell'«Accademia dei Pellegrini» - e a Padova, mentre a Ferrara divenne membro dell'«Accademia degli Elevati» nel 1540 e successivamente, nel 1554, dell'«Accadernia dei Filareti», dove divenne grande amico di Alberto Lollio.
Nel 1544 pubblicò a Venezia le sue prime commedie, entrambe in versi endecasillabi, I fantasmi - una sorta di traduzione della Mostellaria di Plauto - e Il geloso, rappresentata a Verona nel 1549. Quest'ultima è opera originale, con caratteri realistici ed espressione efficace e garbata, anche se l'intreccio si conforma alla tradizione del teatro comico, con i cliché del marito geloso della moglie e della serva furba che finisce per sciogliere gli equivoci, ridicolizzando il padrone. La commedia ottenne un buon successo e ancora nel Settecento era conosciuta e apprezzata, venendo tradotta in francese insieme con I fantasmi.
Bentivoglio scrisse un'altra commedia, I romiti, e una tragedia, Arianna, citate dai contemporanei Pietro Aretino e Anton Francesco Doni, ma delle quali, certo conosciute solo manoscritte, si perdettero presto le tracce.

### LeSatire
Nel 1546 uscivano a Venezia le sei Satire del Bentivoglio, pubblicate insieme a una raccolta di poesie in stile bernesco. Nella prima satira, dedicata ad Andrea Napolitano, Bentivoglio ironizza su coloro che credono che l'amore - da lui definito una «vanità» - sia lo scopo della vita, senza accorgersi che nell'accontentarsi delle semplici cose della Natura si trova il reale senso dell'esistenza.
Nella seconda, dedicata a Pietro Antonio Acciaiuoli, loda la pace contro «la deforme crudeltà» della guerra che tante disgrazie ha arrecato e procura ancora all'Italia:
La terza satira, dedicata ad Antonio Musa, è l'elogio della Natura, nella quale si trovano le migliori medicine per l'uomo, contro l'artificio dei medici di professione. La quarta, dedicata a «messer Bignone», è la condanna dell'avarizia, contrapposta alla onorevole scelta di godere dei semplici piaceri della vita. Nella quinta satira, dedicata a «messer Flaminio», descrive la semplicità della sua vita quotidiana, dedita allo studio e alla frequentazione di buoni e onesti amici, come l'Ariosto:
Nell'ultima satira, dedicata a un fratello, invita nuovamente a vivere in semplicità: il modello seguito dal Bentivoglio in tutte le sue satire è evidentemente Orazio.
Dopo la morte della moglie, verso il 1550, Bentivoglio si trasferì a Venezia: qui visse il resto della sua vita, frequentando con il Doni e il Sansovino l'«Accademia dei Pellegrini», con il diritto, come patrizio discendente di Giovanni Bentivoglio, di prendere parte alle sedute del Maggior Consiglio della Repubblica.
Dal testamento, stilato il 30 maggio 1561, sappiamo dell'esistenza di quattro sue figlie naturali. Deceduto il 6 novembre 1573, è sepolto nella chiesa veneziana di Santo Stefano.

## Ascendenza
|                                                   |                                                          |                                                | Genitori                                               |  |  | Nonni |  |  | Bisnonni                                   |  |  | Trisnonni                                      |  |
|                                                   |                                                          |                                                |                                                        |  |  |       |  |  | Annibale I Bentivoglio, signore di Bologna |  |  | Anton Galeazzo Bentivoglio, signore di Bologna |  |
|                                                   |                                                          |                                                |                                                        |  |  |       |  |  | Annibale I Bentivoglio, signore di Bologna |  |  | Anton Galeazzo Bentivoglio, signore di Bologna |  |
|                                                   |                                                          | Francesca Gozzadini                            |                                                        |  |  |       |  |  | Annibale I Bentivoglio, signore di Bologna |  |  |                                                |  |
| Giovanni II Bentivoglio, signore di Bologna       |                                                          |                                                |                                                        |  |  |       |  |  | Annibale I Bentivoglio, signore di Bologna |  |  |                                                |  |
|                                                   |                                                          | Donnina Visconti                               | Lancillotto Visconti, conte di Pagazzano e Gera d'Adda |  |  |       |  |  |                                            |  |  |                                                |  |
|                                                   |                                                          | Donnina Visconti                               | Lancillotto Visconti, conte di Pagazzano e Gera d'Adda |  |  |       |  |  |                                            |  |  |                                                |  |
|                                                   |                                                          | Donnina Visconti                               | …                                                      |  |  |       |  |  |                                            |  |  |                                                |  |
| Annibale II Bentivoglio, signore di Bologna       |                                                          | Donnina Visconti                               |                                                        |  |  |       |  |  |                                            |  |  |                                                |  |
|                                                   |                                                          | Alessandro Sforza, signore di Pesaro           | Giacomo "Muzio" Attendolo "Sforza", conte di Cotignola |  |  |       |  |  |                                            |  |  |                                                |  |
|                                                   |                                                          | Alessandro Sforza, signore di Pesaro           | Giacomo "Muzio" Attendolo "Sforza", conte di Cotignola |  |  |       |  |  |                                            |  |  |                                                |  |
|                                                   |                                                          | Alessandro Sforza, signore di Pesaro           | Lucia Terzani                                          |  |  |       |  |  |                                            |  |  |                                                |  |
| Ginevra Sforza                                    |                                                          | Alessandro Sforza, signore di Pesaro           |                                                        |  |  |       |  |  |                                            |  |  |                                                |  |
|                                                   |                                                          | …                                              | …                                                      |  |  |       |  |  |                                            |  |  |                                                |  |
|                                                   |                                                          | …                                              | …                                                      |  |  |       |  |  |                                            |  |  |                                                |  |
|                                                   |                                                          | …                                              | …                                                      |  |  |       |  |  |                                            |  |  |                                                |  |
| Ercole Bentivoglio                                |                                                          | …                                              |                                                        |  |  |       |  |  |                                            |  |  |                                                |  |
|                                                   | Niccolò III d'Este, marchese di Ferrara, Modena e Reggio | Alberto V d'Este, marchese di Ferrara e Modena |                                                        |  |  |       |  |  |                                            |  |  |                                                |  |
|                                                   | Niccolò III d'Este, marchese di Ferrara, Modena e Reggio | Alberto V d'Este, marchese di Ferrara e Modena |                                                        |  |  |       |  |  |                                            |  |  |                                                |  |
|                                                   | Niccolò III d'Este, marchese di Ferrara, Modena e Reggio | Isotta Albaresani                              |                                                        |  |  |       |  |  |                                            |  |  |                                                |  |
| Ercole I d'Este, duca di Ferrara, Modena e Reggio | Niccolò III d'Este, marchese di Ferrara, Modena e Reggio |                                                |                                                        |  |  |       |  |  |                                            |  |  |                                                |  |
|                                                   |                                                          | Ricciarda di Saluzzo                           | Tommaso III, marchese di Saluzzo                       |  |  |       |  |  |                                            |  |  |                                                |  |
|                                                   |                                                          | Ricciarda di Saluzzo                           | Tommaso III, marchese di Saluzzo                       |  |  |       |  |  |                                            |  |  |                                                |  |
|                                                   |                                                          | Ricciarda di Saluzzo                           | Margherita di Pierrepont                               |  |  |       |  |  |                                            |  |  |                                                |  |
| Lucrezia d'Este                                   |                                                          | Ricciarda di Saluzzo                           |                                                        |  |  |       |  |  |                                            |  |  |                                                |  |
|                                                   |                                                          | Giorgio Condolmieri                            | …                                                      |  |  |       |  |  |                                            |  |  |                                                |  |
|                                                   |                                                          | Giorgio Condolmieri                            | …                                                      |  |  |       |  |  |                                            |  |  |                                                |  |
|                                                   |                                                          | Giorgio Condolmieri                            | …                                                      |  |  |       |  |  |                                            |  |  |                                                |  |
| Ludovica Condolmieri                              |                                                          | Giorgio Condolmieri                            |                                                        |  |  |       |  |  |                                            |  |  |                                                |  |
|                                                   |                                                          | …                                              | …                                                      |  |  |       |  |  |                                            |  |  |                                                |  |
|                                                   |                                                          | …                                              | …                                                      |  |  |       |  |  |                                            |  |  |                                                |  |
|                                                   |                                                          | …                                              | …                                                      |  |  |       |  |  |                                            |  |  |                                                |  |
|                                                   |                                                          | …                                              |                                                        |  |  |       |  |  |                                            |  |  |                                                |  |

## Opere
- I fantasmi, Venezia, Gabriel Giolito de Ferrari 1544
- Il geloso, Venezia, Gabriel Giolito de Ferrari 1544
- Le Satire et altre rime piacevoli, Venezia, Gabriel Giolito de Ferrari 1546
- Opere poetiche, Parigi, Francesco Fournier 1719